# 1721
1721 је била проста година.

## Догађаји

### Април
- 4. април — Роберт Волпол је ступио на дужност као први премијер Уједињеног Краљевства под краљем Џорџом I.

### Септембар
- 10. септембар — Шведска и Русија су миром у Ништаду у Финској окончале Велики северни рат.

### Новембар
- 2. новембар — После ратова против Османског царства и Шведске, којима је учврстио Русију на Црном мору и Балтику, Петар Велики је проглашен императором целе Русије.

### Децембар
- 29. децембар — Французи су окупирали острво Маурицијус у Индијском океану.